# Anisomorpha paromalus
Anisomorpha paromalus är en insektsart som beskrevs av John Obadiah Westwood 1859. Anisomorpha paromalus ingår i släktet Anisomorpha och familjen Pseudophasmatidae. Inga underarter finns listade i Catalogue of Life.

## Bildgalleri

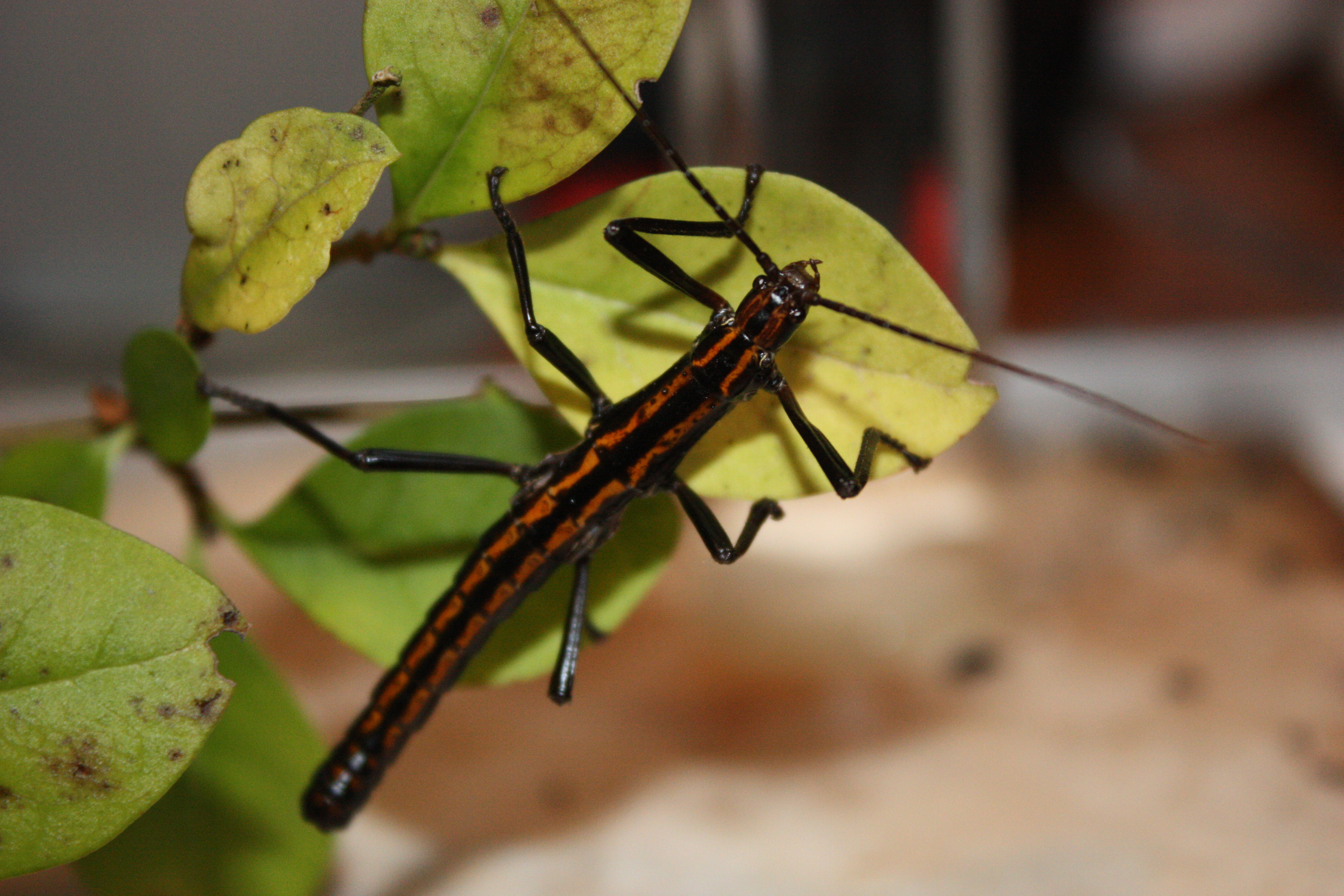
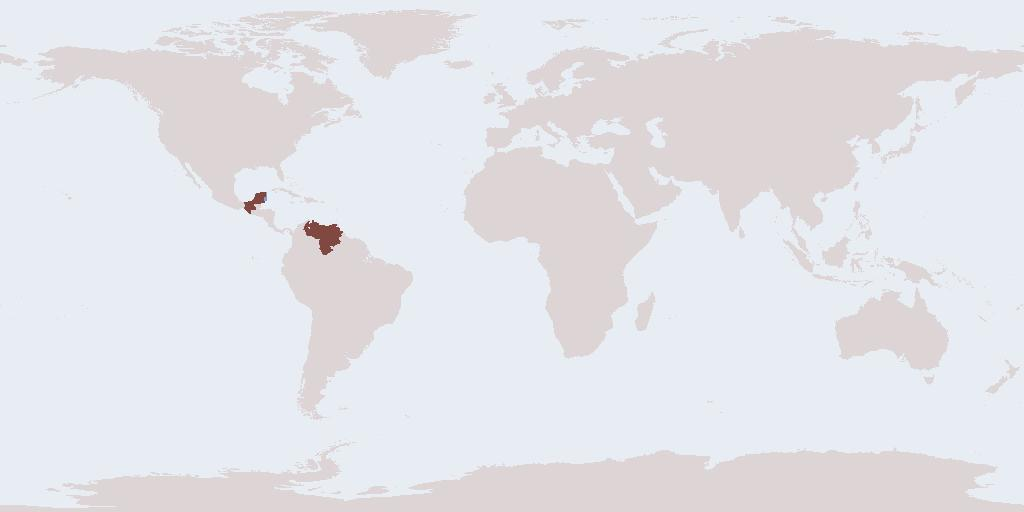
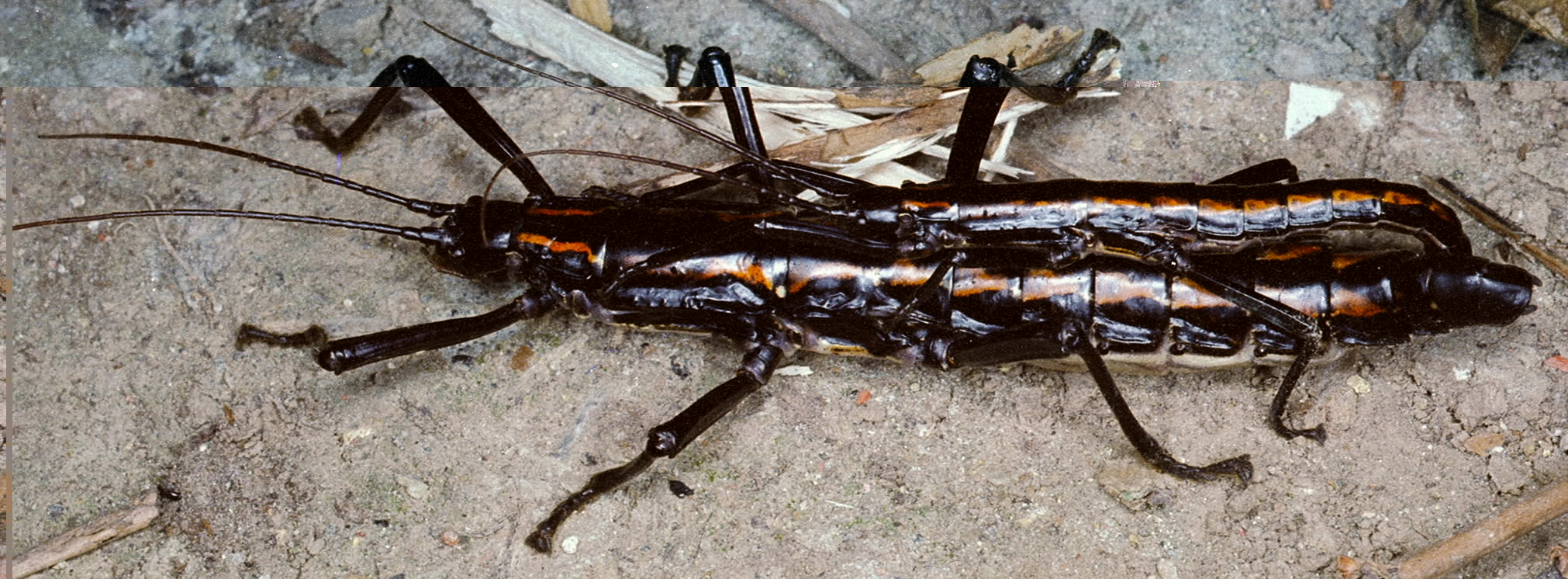